# Marco Ehrenfried
Marco Ehrenfried (Schwäbisch Hall, 23 novembre 1991) è un ex giocatore di football americano tedesco, che ha giocato come quarterback.
Dopo aver giocato per le squadre giovanili degli Schwäbisch Hall Unicorns si trasferisce nel 2012 ai Mannheim Bandits, per tornare nel 2015 agli Unicorns.

## Palmarès
- 1 Europeo (2014)
- 2 German Bowl (Schwäbisch Hall Unicorns: 2017, 2018)